# جون سولومون (لاعب اتحاد الرغبي)
جون سولومون (بالإنجليزية: John Solomon)‏ هو لاعب اتحاد الرغبي أسترالي، ولد في 15 أكتوبر 1929 في رندويك ‏ في أستراليا.

## وصلات خارجية
- جون سولومون عل موقع إسبنسكروم (الإنجليزية)